# 闹市口南街
39°54′08″N 116°21′27″E / 39.90233°N 116.35756°E
闹市口南街是位于北京市西城区中部的一条胡同。

## 简介
闹市口南街原来北起新文化街，南到宣武门西大街。原来是金中都崇智门外的官道。明朝，因为此街东邻圆宏寺，故称“圆宏寺街”。清朝，因为此街北段在闹市口以南，故称“南闹市口”，南段改称“回回营”。1965年北京市整顿地名，回回营、小月庵并入南闹市口，定名“闹市口南街”。
闹市口大街建成后，占据了闹市口南街的大部分路段。闹市口南街缩短至从新文化街向南到东太平街西口的一小段，成了闹市口大街东侧的一个小胡同。